# Геотехнологічний комплекс
Геотехнологічний комплекс — сукупність технологічних процесів, операцій і засобів їх реалізації, що забезпечує циклічну розробку продуктивних пластів методами геотехнології. Такий комплекс містить у собі наземні і підземні споруди для виконання таких основних технологічних процесів:
- буріння свердловин, підготовка і регенерація робочого флюїду (теплоносія, розчинника), що закачується в продуктивний (технологічний) пласт (поклад, рудне тіло);
- переведення корисних компонентів за допомогою геотехнологічних процесів на місці залягання пласта (покладу) в рідкий, газоподібний або диспергований стан та відкачування (видача) на поверхню;
- переробка продуктивних флюїдів (екстракція, електрохімія, сорбція, електрометалургія, охолодження, конденсація тощо) з відбором робочого агента (флюїду) для повторного використання в технологічному циклі.